# Gemeinsame Ermittlungsgruppe Rauschgift
Die Gemeinsamen Ermittlungsgruppen Rauschgift (GER) sind spezialisierte Kräfte des Zollfahndungsdienstes und der Länderpolizeien in der Bundesrepublik Deutschland zur Bekämpfung der schweren und organisierten internationalen Drogenkriminalität.
Durch die gemeinsame Ermittlungstätigkeit von Zollfahndungs- und Polizeibeamten sollen die unterschiedlichen Befugnisse und Ressourcen zu einer effektiven Bekämpfung der Rauschgiftkriminalität gebündelt werden.

## Geschichte
Die erste GER wurde 1970 in Hamburg gegründet. Mittlerweile gibt es die GER flächendeckend in Deutschland. Sie sind aber nicht bundeseinheitlich strukturiert, sondern orientieren sich an den jeweiligen örtlichen Gegebenheiten ihrer Standorte.

## Aufgabenbereiche und Ausstattung
Bei der GER gehört die Observierung und Überwachung von Verdächtigen im Bereich der Drogenkriminalität zum dienstlichen Alltag. Dazu ist neben der polizeiüblichen Ausstattung und Bewaffnung ein Park von verschiedenartigsten Kraftfahrzeugen vorhanden. Darunter befinden sich unscheinbare Altfahrzeuge, Neufahrzeuge verschiedener Marken und Klassen. Diese sind durchweg ausgestattet mit verdecktem Sprechfunk (Freisprechmikrophone, drahtlose Ohrhörer, versteckt verbaute Lautsprecher, Funkgeräte im doppelten Boden im Kofferraum oder unter dem Rücksitz eingebaut) und können somit auch zu Treffen von V-Leuten mit Zielpersonen benutzt werden, ohne den Verdacht zu erregen, es handle sich um ein Dienstfahrzeug. Weiterhin sind die Vorrichtungen zum Betrieb einer getarnten Sondersignalanlage mit Magnetrundumleuchte vorhanden. Wechselkennzeichen aus der Heimatregion sind dauerhaft verfügbar, für weiter reichende planbare Einsätze sind auch Kennzeichen der Zielregion anforderbar. Das eigentliche Behördenkennzeichen ist an den Fahrzeugen in der Regel nicht angebracht, selbst zu Wartungszwecken wird mit örtlichen Zivilkennzeichen gefahren.
Zur speziellen technischen Ausstattung der Beamten gehören getarnt benutzbare Handsprechfunkgeräte (einschließlich drahtloser Ohrhörer), auch sind Peileinrichtungen zur Anbringung an observierten Fahrzeugen verfügbar, ebenso Mithörsender, um Personen oder Fahrzeuge akustisch überwachen („verdrahten“) zu können. Bewusst sind sowohl Beamte vorhanden, die durch Frisur und Bekleidung jederzeit in der Lage sind, sich in der Szene unauffällig bewegen zu können, wie auch Leute, die im Business-Umfeld aufzutreten wissen.
Die Dienststelle hält neben den Dokumentationseinrichtungen für Vernehmungen und Einsatzdokumentation auch die Geräte zur Telekommunikationsüberwachung (TKÜ) bereit und sorgt für die zeitnahe Übermittlung etwaiger aktueller Ergebnisse aus der TKÜ an die Beamten im Außendienst. Meist sind die Dienststellen eher unauffällig untergebracht, ohne äußere Kennzeichen ihrer Funktion. Der Zugang ist ähnlich normalen Polizeidienststellen streng abgeschottet, und die Fahrzeuge werden üblicherweise so abgestellt, dass sie nicht von Außenstehenden gesehen werden können. Es gibt auch ein Schreibbüro nebst entsprechenden Kräften, man kann Tests auf die üblichen Drogen durchführen, und die Mittel zur Beweissicherung und -aufnahme sind verfügbar.
Als Einsatzraum der Einheiten ist primär der Heimatraum vorgesehen, doch auch sich quer durch Deutschland ausdehnende Lagen stellen kein Hindernis dar und werden regelmäßig durchgeführt, da aufgrund der Mobilität der organisierten Drogenkriminalität nicht immer vorab abzusehen ist, wohin sich ein Einsatz bewegt.